# 蕾

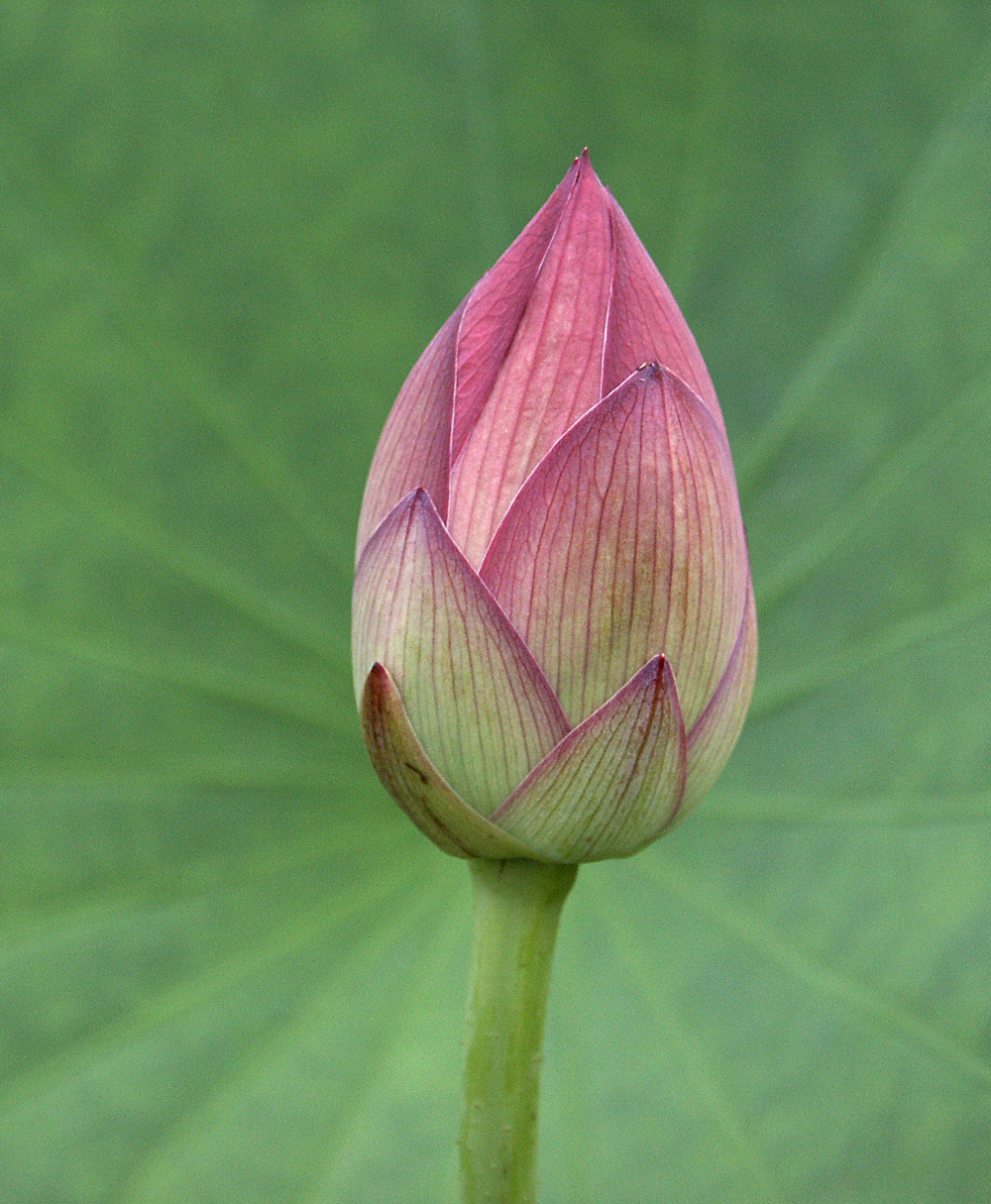
蓮（ハス）の蕾／蓮蕾^{れんらい}ともいう。

蕾（つぼみ、莟）とは、まだ開いていない状態の花のことである。転じて、前途有望な若者をいうこともある。

## 慣用句
- 出ずる日蕾む花 - 前途有望である
- 笑みの眉開く - 蕾が開くこと
- 梅は蕾より香あり - 幼い頃から才能が見受けられる
- 蕾を散らす - 才能を潰すこと